# Biblioteca civica di Stoccolma
La Biblioteca civica di Stoccolma (in Svedese: Stockholms stadsbibliotek or Stadsbiblioteket) è una biblioteca pubblica di Stoccolma in Svezia, progettata dall'architetto Gunnar Asplund.
Il progetto risale al 1918 la struttura fu aperta al pubblico nel 1928.